# Analytische Halbgruppe
Eine analytische Halbgruppe, manchmal auch holomorphe Halbgruppe genannt, ist eine Familie {\displaystyle \left(T(z)\right)_{z\in \Sigma _{\delta }}} von beschränkten linearen Operatoren von einem reellen oder komplexen Banachraum {\displaystyle X} in sich, wobei {\displaystyle \Sigma _{\delta }:=\{\lambda \in \mathbb {C} \setminus \{0\}:|\operatorname {arg} \lambda |<\delta \}\cup \{0\}} ein komplexwertiger Sektor und {\displaystyle \delta \in (0,\pi /2]} ein Winkel ist. Analytische Halbgruppen sind eine Spezialform der stark stetigen Halbgruppen, welche in der Analysis benutzt werden, um Existenz und Eindeutigkeit von Lösungen partieller Differentialgleichungen wie etwa der Wärmeleitungsgleichung zu beweisen.
Interessant ist die Untersuchung der analytische Halbgruppen vor allem wegen ihrer Glättungseigenschaften: So ist etwa die Lösung des zugeordneten Cauchyproblems stets unendlich oft differenzierbar in {\displaystyle t} und liegt für positive {\displaystyle t} stets in der Domain des Generators statt nur im Abschluss der Domain wie bei den stark stetigen Halbgruppen.

## Definition
Eine Familie {\displaystyle T=\left(T(z)\right)_{z\in \Sigma _{\delta }}\subset {\mathcal {L}}(X)} wird analytische Halbgruppe genannt, falls für einen Winkel {\displaystyle \delta \in (0,\pi /2]} folgendes gilt:
- {\displaystyle T(0)=I}.
- {\displaystyle T(z_{1}+z_{2})=T(z_{1})T(z_{2})} für alle {\displaystyle z_{1},z_{2}\in \Sigma _{\delta }}.
- die Abbildung {\displaystyle z\mapsto T(z)} ist auf {\displaystyle \Sigma _{\delta }} analytisch.
- die Abbildung {\displaystyle z\mapsto T(z)} ist auf {\displaystyle \Sigma _{\delta '}\cup \{0\}} für {\displaystyle \delta '\in (0,\delta )} stark stetig.

Falls zusätzlich {\displaystyle \|T(z)\|} für jedes {\displaystyle \delta '\in (0,\delta )} in {\displaystyle \Sigma _{\delta '}} beschränkt ist, wird {\displaystyle \left(T(z)\right)_{z\in \Sigma _{\delta }}} beschränkte analytische Halbgruppe genannt (aber: eine beschränkte stark stetige Halbgruppe, die analytisch ist, ist im Allgemeinen keine beschränkte analytische Halbgruppe).

## Infinitesimaler Erzeuger
Analog zu stark stetigen Halbgruppen betrachtet man den Operator {\displaystyle A} mit
{\displaystyle Ax:=\lim _{\Sigma _{\delta }\ni z\rightarrow 0}{\frac {T(z)x-x}{z}}}
und
{\displaystyle D(A):=\left\{x\in X:\lim _{\Sigma _{\delta }\ni z\rightarrow 0}{\frac {T(z)x-x}{z}}{\text{ existiert}}\right\}}.
Der Operator wird (infinitesimaler) Erzeuger oder Generator genannt und ist dicht definiert und abgeschlossen.

## Eigenschaften

Das Spektrum eines Erzeugers

- Erzeugt {\displaystyle A} eine analytische Halbgruppe {\displaystyle T}, dann
  - existieren {\displaystyle M\geq 1} und {\displaystyle \omega \geq 0} mit {\displaystyle \|T(z)\|\leq Me^{\omega \mathrm {Re} \,z}} für alle {\displaystyle z\in \Sigma _{\delta }}. Ist die Halbgruppe beschränkt, kann {\displaystyle \omega =0} gewählt werden.
  - existiert ein {\displaystyle \omega >0}, so dass {\displaystyle A-\omega } eine beschränkte analytische Halbgruppe erzeugt.
  - gilt {\displaystyle T(t)X\subset D(A)} für alle {\displaystyle t>0}.
  - stimmt die inverse Laplace-Transformation der Resolvente mit der Halbgruppe überein, also {\displaystyle T(t)={\frac {1}{2\pi i}}\int _{\gamma }e^{\lambda t}R(\lambda ,A)\mathrm {d} \lambda } für {\displaystyle t\geq 0} und einem geeigneten Weg {\displaystyle \gamma } in {\displaystyle \mathbb {C} }.
- Erzeugt {\displaystyle A} eine beschränkte analytische Halbgruppe {\displaystyle T}, dann enthält die Resolventenmenge {\displaystyle \rho (A)} den Sektor {\displaystyle \Sigma _{\pi /2+\delta '}} für alle {\displaystyle \delta '\in (0,\delta )}.
- {\displaystyle A} erzeugt genau dann eine beschränkte analytische Halbgruppe, wenn {\displaystyle A} eine stark stetige Halbgruppe {\displaystyle T} erzeugt mit {\displaystyle \operatorname {rg} (T(t))\subset D(A)} für alle {\displaystyle t>0} und {\displaystyle \sup _{t>0}\|tAT(t)\|<\infty } (reelle Charakterisierung).

## Beispiele
- Erzeugt {\displaystyle A} eine stark stetige Halbgruppe, so ist {\displaystyle A^{2}} der Erzeuger einer analytischen Halbgruppe mit Winkel {\displaystyle \pi /2}.
- Ist {\displaystyle \Omega \subset \mathbb {R} ^{n}} ein Gebiet mit Dirichlet-regulärem Rand (etwa Lipschitz-Rand oder glatter Rand), so erzeugt der Laplace-Operator mit Dirichlet-Randbedingung, d. h. {\displaystyle D(\Delta ):=W^{2,p}(\Omega )\cap W_{0}^{1,p}(\Omega )}, eine beschränkte analytische Halbgruppe.

## Das Cauchy-Problem
Erzeugt {\displaystyle A} eine beschränkte analytische Halbgruppe {\displaystyle (T(t))_{t\geq 0}}, so wird das abstrakte Cauchy-Problem
{\displaystyle \left\{{\begin{array}{lll}u'(t)&=&A(u(t))+f(t){\text{ für alle }}t>0\\u(0)&=&u_{0}\end{array}}\right.}
für den Anfangswert {\displaystyle u_{0}\in X} und einer Hölder-stetigen Funktion {\displaystyle f\in C^{\alpha }([0,\infty );X)} durch die Funktion
{\displaystyle u(t):=T(t)u_{0}+\int _{0}^{t}T(t-s)f(s){\rm {d}}s}
gelöst.